# Friedrichsbruch (Großderschau)
Friedrichsbruch ist ein Wohnplatz der Gemeinde Großderschau im Landkreis Havelland in Brandenburg. Der Ort gehört dem Amt Rhinow an.

## Lage
Das Sackgassendorf Friedrichsbruch liegt im Naturpark Westhavelland direkt an der Dosse, rund acht Kilometer Luftlinie südlich von Neustadt (Dosse). Der einzige direkte Nachbarort ist Jühlitz im Westen. Südlich von Friedrichsbruch liegt die Siedlung Brenkenhof, südwestlich liegt Großderschau und nordwestlich Raminsgut. Die Bundesstraße 102 liegt etwa einen Kilometer westlich von Friedrichsbruch.

## Geschichte
Friedrichsbruch wurde 1773/74 als Kolonistensiedlung angelegt. Der Ort entstand nach Plänen des preußischen Königs Friedrich II. und wurde nach diesem benannt, das gleiche Motiv findet sich auch in dem ebenfalls zu Großderschau gehörenden Ortsteil Friedrichsdorf wieder. Friedrichsbruch gehörte zum Ruppinischen Kreis in der Mark Brandenburg und blieb ab 1815 in der als Kreis Ruppin weitergeführten Verwaltungseinheit in der preußischen Provinz Brandenburg. Ebenfalls ab 1773 gab es in Friedrichsbruch eine Schule. Am 1. Januar 1937 wurde Jühlitz nach Friedrichsbruch eingemeindet.
Nach der Verwaltungsreform in der DDR am 25. Juli 1952 gehört die Gemeinde zunächst zum Kreis Kyritz im Bezirk Potsdam, bevor sie im Januar 1958 in den Kreis Rathenow umgegliedert wurde. Am 1. Juli 1965 erfolgte die Eingemeindung von Friedrichsbruch in die Gemeinde Großderschau. Im Jahr 1972 wurde die Dorfschule in Friedrichsbruch geschlossen. Nach der Wiedervereinigung gehörte Friedrichsbruch noch drei Jahre zum Landkreis Rathenow, der im Dezember 1993 mit dem Landkreis Nauen zum Landkreis Havelland fusionierte.

## Bevölkerungsentwicklung
| Jahr | Einwohner |
| ---- | --------- |
| 1875 | 96        |
| 1890 | 75        |
| 1910 | 64        |

| Jahr | Einwohner |
| ---- | --------- |
| 1925 | 64        |
| 1933 | 57        |
| 1939 | 93        |

| Jahr | Einwohner |
| ---- | --------- |
| 1946 | 132       |
| 1950 | 132       |
| 1964 | 114       |

Gebietsstand des jeweiligen Jahres, ab 1939 mit Jühlitz